# Desafio de internet
Os desafios de internet são um gênero de vídeos em que os usuários têm que cumprir uma tarefa, muitas vezes desafiando outros a executá-la. Eles cumprem seu papel na cultura dos memes da internet, com muitos desafios se espalhando por esses memes. Exemplos incluem o desafio ALS Ice Bucket, que viralizou em meados de 2014, e o TrashTag Challenge, que se tornou viral em 2019.
Os desafios da Internet se assemelham ao jogo de desafio infantil comum, onde elas se desafiam a cumprir uma tarefa que normalmente jamais fariam.
Alguns desafios/conversas já aconteciam antes da internet; alguns ressurgem em um determinado período de forma um pouco diferente. Uma explicação para a popularidade dos desafios da internet é a necessidade das pessoas, especialmente dos adolescentes, de chamar atenção para si e serem amado. Muitos desses desafios podem ser perigosos.